# Gazella erlangeri
Gazella erlangeri là một loài động vật có vú trong họ Bovidae, bộ Artiodactyla. Loài này được Neumann mô tả năm 1906.